# Walter Denkert
Walter Denkert (* 23. Februar 1897 in Kiel; † 9. Juli 1982 ebenda) war ein deutscher Offizier, zuletzt Generalleutnant der Wehrmacht im Zweiten Weltkrieg.

## Leben
Walter Denkert trat am 22. August 1914 als Kriegsfreiwilliger in das deutsche Heer ein und kämpfte zu Beginn des Ersten Weltkriegs an der Ostfront. Am 14. Mai 1915 wurde er Leutnant der Reserve im Landwehr-Infanterie-Regiment Nr. 23. Im Oktober 1915 wurde er in das Landwehr-Infanterie-Regiment 379 versetzt und wurde dort Kompaniechef. Zwei Jahre später wurde er erneut versetzt, diesmal in das Füsilier-Regiment 86 als Zugführer einer Maschinengewehr-Kompanie an der Westfront. Später wurde er dort auch Regimentsadjutant. Am 22. März 1918 wurde er verwundet und kam einen Monat lang in ein Lazarett.
Nach Ende des Krieges schloss er sich einem Freikorps an, wurde Ende September 1919 verabschiedet und wechselte in den Polizeidienst nach Hamburg.
Am 15. Oktober 1935 wurde er als Major und Kompaniechef im Infanterie-Regiment 65 der 22. Infanterie-Division in die Wehrmacht übernommen. Ab Mitte November 1938 war er ebenfalls bei der 22. Infanterie-Division Kommandeur des MG-Bataillons 52. Anfang März 1939 wurde er zum Oberstleutnant befördert und erhielt ab September 1939 zu Beginn des Zweiten Weltkriegs das Kommando über das II. Bataillon des neu aufgestellten Infanterie-Regiments 271 bei der 93. Infanterie-Division. Die Division wurde im Westfeldzug (Mai und Juni 1940) an der Saar-Front eingesetzt. Im Dezember 1940, die Division war beurlaubt, wurde er zum Versorgungsregiment des Wehrkreises X versetzt. Im April 1941 kam er in den Stab des Generals der Infanterie im OKH. Von Mitte Juli 1941 bis Mitte August 1941 war er Kommandeur des Infanterie-Regiments 47 wieder bei der 22. Infanterie-Division. Von September 1941 an war er für ein Jahr bis zur Umbenennung Kommandeur des Infanterie-Regiments 8 bei der 35. Infanterie-Division. In dieser Position wurde er im Februar 1942 zum Oberst befördert. Anschließend war er bis Juni 1943 krank, übernahm am 11. Juni 1943 als Kommandeur die Armee-Waffenschule in Charkow.
Im März 1944 übernahm er in Vertretung für Generalleutnant Rudolf Freiherr von Waldenfels die 6. Panzer-Division. Anschließend vertrat er bis Mai 1944 den Generalleutnant Hans Källner als Kommandeur der 19. Panzer-Division. Denkert wurde in die Führerreserve versetzt und im Juni 1944 zum Generalmajor befördert. Von Oktober 1944 bis zum Kriegsende war er letzter Kommandeur der 3. Panzergrenadier-Division. Ende Dezember 1944 nahm er mit der Division im Rahmen der Ardennenoffensive das Dorf Chenogne ein, Schauplatz des Massaker von Chenogne. Es folgte der Rückzug auf den Rhein südlich von Köln, ins Siegerland; Ende März/Anfang April 1945 erreichte die Division Grönebach und dann Niedersfeld, und den Raum um Iserlohn. Im Ruhrkessel wurde er mit der Division im April 1945 eingeschlossen. Am 20. April 1945 wurde er noch zum Generalleutnant befördert. Am 8. Mai 1945 ging er mit seiner Division in Kriegsgefangenschaft; aus dieser wurde er 1947 entlassen.
Nach dem Krieg verfasste er für die US Army u. a. die Berichte MS#B-465 mit dem Titel 3rd Panzer Grenadier Division, 16–28 December 1944 und MS#B-068 mit dem Titel 3rd Panzer Grenadier Division, Ardennes.
Walter Denkert war mit Annerose Vogel (1913–1962) verheiratet.

## Auszeichnungen (Auswahl)
- Eisernes Kreuz (1914) II. und I. Klasse
- Verwundetenabzeichen (1918) in Schwarz
- Spange zum Eisernen Kreuz II. und I. Klasse
- Infanterie-Sturmabzeichen
- Deutsches Kreuz in Gold am 8. März 1945
- Ritterkreuz des Eisernen Kreuzes am 14. Mai 1944[3][4]